# İlham Məmmədov
İlham Məmmədov (1º gennaio 1970) è un ex calciatore azero, di ruolo centrocampista.

## Carriera

### Club
Ha giocato nella massima serie del proprio paese con varie squadre per poi chiudere la carriera nelle serie minori tedesche.

### Nazionale
Debutta nel 1995 con la Nazionale azera, giocandovi 8 partite fino al 1999.